# Standard Parade

Standard Parade, sorti en 1939, est un court métrage de Mickey Mouse produit par Walt Disney pour Standard Oil. C'est un film promotionnel pour la marque pétrolière, distributeur du film. L'une des autres activités de Standard Oil était la confection d'encre pour le cinéma.

## Synopsis
Mickey et ses amis forment une parade qui débute en noir et blanc et finit haute en couleur. 

## Fiche technique
- Titre original : The Standard Parade
- Autres titres :
  - France : Standard Parade
- Distributeur : Standard Oil
- Date de sortie : 1939
- Format d'image : Couleur (Technicolor)
- Durée : 8 min
- Langue : (en)
- Pays de production:  États-Unis